# Брдце (Войник)
Брдце (словен. Brdce) — поселення в общині Войник, Савинський регіон, Словенія. 
Висота над рівнем моря: 383,8 м.